# Johann Ludwig Christian Koelle
Johann Ludwig Christian Koelle (1763 - 30 de julio de 1797) fue un médico y botánico alemán nacido en Münchberg.
Durante su carrera se desempeñó como "Medicinalrath" (consejero médico) y también trabajó como médico del condado en Bayreuth.

## Honores
- Miembro de la Regensburgische Botanische Gesellschaft (Sociedad Botánica de Ratisbona ).[1]

### Eponimia
Género
- (Lamiaceae) Koellia Moench[2][3]

## Algunas publicaciones
- "Spicilegium observationum de aconito", 1787.
- "Flora des Fürstenthumes Bayreuth", 1798.[4]

- La abreviatura «Koelle» se emplea para indicar a Johann Ludwig Christian Koelle como autoridad en la descripción y clasificación científica de los vegetales.[5]